# Justin Arboleda
Justin Arboleda Buenaños (Bagadó, 18 settembre 1991) è un calciatore colombiano naturalizzato honduregno, attaccante dell'Olimpia.

## Biografia
Nato a Bagadó in Colombia, nel 2024 ha ottenuto la cittadinanza honduregna.

## Carriera

### Club
Ha giocato nella massima serie dei campionati colombiano, venezuelano, panamense, guatemalteco ed honduregno.

### Nazionale
Ha esordito con l'Honduras il 15 novembre 2024 nel successo per 2-0 contro il Messico.